# 临沂天主教堂
临沂天主教堂位于山东省临沂市兰山路，是天主教临沂教区的主教座堂。
1892年，德国圣言会的鲁南主教安治泰将天主教从沂水王庄传入沂州府（今临沂市）。1903年，德国神父诺广训来临沂，1907年修建仁慈堂，收养女婴。到1913年，在西门里建成了壮观的罗马式大教堂。教堂宽17米，深43.2米，钟楼高30米，整体面积为854平方米，可容纳1000多人。天主教堂是当时临沂城最高的建筑物。
1937年由兖州教区分出成立沂州教区即现在的临沂教区。
1945年10月，新四军军部由江苏省北迁至临沂主教座堂后院，以配合山东八路军调往东北的军事行动。
1986年，主教座堂修复。1989年，被列为临沂市文物保护单位。2015年6月23日公布为第五批山东省文物保护单位。
临沂天主教堂距离全国排行第三的批发市场只有百步之遥。